# Мехтієв Фірудін Мехті-огли
Мехтієв Фірудін Мехтіогли (азерб.Firudin Mehdi oglu Mehdiyev, рос. Фирудин Метиевич (Мехти оглы) Мехтиев, 31 грудня 1927, Баку — 1 лютого 2006, Баку) — азербайджанський  оперний та  камерний співак, актор кіно, педагог (драматичний тенор). Заслужений артист Азербайджану.

## Біографія
Фірудін Мехтієв народився в 1927 році, у Хизінському (Хизі) районі, який знаходився в складі Баку Азербайджану. У 1934 році пішов 1 —й клас, а у 1942 році закінчив 7 класів. З 1942 по 1945 рік Фірудін вчився в Бакинському театральному технікумі, на акторському відділенні. У 1951 році Фірудін Мехтієв поступає на вокальне відділення, в  Азербайджанської державної консерваторії імені  Узеїра Гаджибекова, зараз Бакинська музична академія. Вчиться в класі Бюльбюлья, він один з основоположників Азербайджанського національного музичного театру. Після закінчення консерваторії у 1956 році, Фірудін Мехтієв працює, викладачем сольного співу, Бакинське музичне училища імені Асафа Зейналли, надалі за сумісництвом до 1978 року. Найвідоміші учні — це естрадний співак Октай Агаєв, зараз Народний артист Азербайджану і оперний співак, Валерій Арутюнов соліст  Вірменського театру опери та балету імені О. А. Спендіарова, зараз професор  Єреванської державної консерваторії імені Комітаса

## Азербайджанський театр опери і балету
У 1957 році Фірудін Мехтієв став, солістом  Азербайджанського театра опери і балету імені Мірзи Фаталі Ахундова. За період роботи в театрі, він став провідним солістом опери. Фірудин Мехті-огли виконує партії в національних операх: Гамза-бека з опери «Керогли», батька з опери «Лейли і Меджун» —  Узеїра Гаджибекова, Хана з опери «Скеля наречених» — Шафіги Ахундової, Азіз з опери «Верби не плачуть» — Афрасиаба Бадалбейлі, Рашида з опери «Доля співака» — Джангира Джангирова. В західноєвропейських і інших операх: Радамес з опери «Аїда», Отелло з опери «Отелло» — Джузеппе Верді, Каніо з опери «Паяци» — Руджеро Леонкавалло, брат Ван Гога з опери «Ван Гог» — Нивити Кодали, Спаланіцані з опери «Казки Гофмана» —  Жака Оффенбаха, першого полоненого з опери «Доля людини» —  Івана Дзержинського і других партіях. У 1977 році, за внесок у розвиток музичного мистецтва, Мехтієву Фірудіну Мехті огли було надане почесне звання «Заслужений артист Азербайджану».

## Акторські роботи в кіно
Фірудін Мехті огли на студії Азербайджанфільм знявся у фільмах: в ролі Салмана — «Велика опора» режисер Абиб Ісмайлов, сценарист Мірза Ібрагімов, драма, комедія (01:26, 1962), в ролі Ісмата — «Круг» режисер Зія Сихлінськи, сценаристи Тогрул Куварлі і Зія Сихлінськи, короткаметражка, драма (00:17, 1989), в ролі Шефа — "Вбивство в нічному місті" режисер Абдул Махмудов, сценаристи Абдул Махмудов і Натіг Расуладзе, драма, комедія (01:38, 1990), в ролі старого в чорних окулярах "До кращого" режисер і сценарист Вагіф Мустафаєв (00:36, 1997).

## Бакинська музична академія
У 1978 році на кафедрі вокалу починає працювати колишній випускник консерваторії Заслужений артист республіки Фірудін Мехті огли Мехтієв. Понад 35 років Ф. Мехтієв пропрацював провідним солістом оперного театру. Великий сценічний досвід і активна концертна діяльність допомогли йому в роботі з молодими співаками. Захоплено працюючи з учнями він не щадивши сил віддавав їм все своє вміння і майстерність дослідного артиста. Численні студенти, яких він виховав і сьогодні з вдячністю згадують цікаві заняття з Ф. Мехтієвим. Працює доцентом на кафедрі, сольного співу, Бакинської музичної академії до самої кончини 2006 року. За цей період ним було підготовлено, понад сто оперних камерних і концертних виконавців.